# Bijan Mofid
Bijan Mofid (en persan بیژن مفید), né le 31 mai 1935 à Téhéran − mort le 12 novembre 1984 à Los Angeles, est un dramaturge et metteur en scène iranien. Il est le frère de l’acteur Bahman Mofid.

## Biographie
Après avoir enseigné pendant plusieurs années à l’université de Téhéran, Bijan Mofid fonde un atelier de théâtre où bon nombre d’acteurs du pays ont été formés.